# 1998年冬季残疾人奥林匹克运动会新西兰代表团
1998年冬季残疾人奥林匹克运动会新西兰代表团是新西兰派出的1998年冬季残疾人奥林匹克运动会代表团。获得4枚金牌、1枚银牌和1枚铜牌。